# Столерман Самуїл Олександрович
Самуї́л Олекса́ндрович Столерма́н (9 (21) грудня 1874, м. Кяхта, Бурятія — 22 грудня 1949, Київ) — український радянський диригент, Народний артист Української РСР (1937), заслужений артист Грузинської РСР (1924).

## Життєпис
Музичну діяльність розпочав у Іркутську.
В 1905 році навчався диригуванню в Москві під керівництвом В. І. Сафонова. Працював у оперній трупі Московського народного будинку. Згодом працював у Красноярську, Пермі, Владивостоці та інших містах Росії.
1919—1927 — диригент оперних театрів Тбілісі та Баку.
1927—1944 — головний диригент Одеського оперного театру.
1944—1949 — головний диригент Київського театру опери та балету.

## Опери
Під керівництвом Столермана вперше прозвучали опери:
Тбілісі
- 1919 — «Оповідь про Шота Руставелі» Д. Аракішвілі
- 1919 — «Кето і Коте» В. Долідзе
- 1922 — «Лейла» В. Долідзе
- 1926 — «Дареджан підступна» М. Баланчивадзе

Баку
- 1926 — «Аршин мал алан» У. Гаджибекова

Одеса
- 1929 — «Розлом» В. Фемеліді
- 1930 — «Золотий обруч» Б. Лятошинського
- 1930 — «Алмаст» О. О. Спендіарова (українською мовою)
- 1931 — «Яблуневий полон» О. Чишка
- 1935 — «Трагедійна ніч» К. Данькевича

## Праці
- Столерман С. О. Мій творчий шлях за сорок років // Радянська музика. — 1937. — № 6—7.